# أنشودة الراديو (فلم)
أنشودة الراديو فيلم مصري من إنتاج العام 1936.

## قصة الفيلم
تتمتع نادرة بصوت جميل ويشجعها زوجها عبده (بشارة واكيم) على الغناء بالإذاعة. يصل إلى عبده خطاب عن خيانة زوجته مع أحمد (أحمد علام) أحد تلاميذه الذي كان يحب نادرة. يوهم عبده الجميع أنه مات منتحرا، حتى يتأكد من حسن سلوك زوجته، وعندما يتأكد من حسن سلوكها يعود إليها .

## بطولة
| - نادرة نادرة - أحمد علام أحمد - بشارة واكيم عبده - ماري منيب نبوية | - أحمد عبد اللطيف خليل - عزيزة بدر - لور دكاش - صالحة قاصين | - فؤاد فهيم - إسكندر كافوري - مرجريت صوفير |

## فريق العمل
قصة وسيناريو و حوار: بديع خيري
إخراج: توليو كاريني
إنتاج وتوزيع: شركة بهنا فيلم

## أغاني الفيلم
نجوي الروح / حنان الطبيعة / القلب الشارد / أنشودة الراديو / النيل
من كلمات رشدي ماهر وألحان محمد القصبجي و رياض السنباطي و رشدي ماهر